# Уоллес, Кен
Ке́ннет Ма́ксвелл Уо́ллес (англ. Kenneth Maxwell Wallace; род. 1983) — австралийский гребец-байдарочник, выступает за сборную Австралии с 2006 года. Чемпион летних Олимпийских игр в Пекине, пятикратный чемпион мира, победитель многих регат национального и международного значения.

## Биография
Кен Уоллес родился 26 июля 1983 года в городе Госфорде, штат Новый Южный Уэльс. В детстве выступал на чемпионатах пляжных спасателей Ironman, однако в возрасте шестнадцати лет перешёл в греблю на байдарках. Проходил подготовку на ручье Керрамбин-Крик, состоял в одноимённом каноэ-клубе. Спустя два года одержал победу на молодёжном чемпионате мира в Бразилии, обогнав всех своих соперников в одиночках на тысяче метрах.
В 2006 году, после того как лидер австралийской национальной сборной Натан Баггали был дисквалифицирован за употребление запрещённых веществ, Уоллес попал в основной состав команды и побывал на взрослом мировом первенстве в Сегеде, где впоследствии занял пятое место среди одиночных байдарок на дистанции 1000 метров. В следующем сезоне на чемпионате мира в немецком Дуйсбурге финишировал четвёртым в финале одиночной километровой дисциплины. Благодаря череде удачных выступлений удостоился права защищать честь страны на летних Олимпийских играх 2008 года в Пекине — в одиночках на пятистах метрах взял верх над всеми оппонентами и завоевал тем самым золотую олимпийскую медаль, тогда как на тысяче метрах вынужден был довольствоваться бронзовой медалью, проиграв в финале британцу Тиму Брэбентсу и норвежцу Эйрику Веросу Ларсену.
На чемпионате мира 2009 года в канадском Дартмуте Уоллес стал бронзовым призёром среди байдарок-одиночек на дистанции 500 метров. Год спустя на мировом первенстве в польской Познани одержал победу в одиночной пятикилометровой программе. Будучи одним из лидеров гребной команды Австралии, благополучно прошёл квалификацию на Олимпийские игры 2012 года в Лондоне — стартовал здесь вместе с напарником Дейвом Смитом в двойках на тысяче метрах, сумел дойти до финальной стадии турнира, но в решающем заезде финишировал лишь четвёртым, немного не дотянув до призовых позиций.
После лондонской Олимпиады Кен Уоллес остался в основном составе австралийской национальной сборной и продолжил принимать участие в крупнейших международных регатах. Так, в 2013 году он отправился представлять страну на чемпионате мира в Дуйсбурге, откуда привёз награды серебряного и золотого достоинства, выигранные в зачёте одиночных байдарок на дистанциях 1000 и 5000 метров соответственно. В следующем сезоне на мировом первенстве в Москве взял золото в одиночках на пяти километрах и серебро в двойках на одном километре. Ещё через год на аналогичных соревнованиях в Милане трижды поднимался на пьедестал почёта: получил золотые медали в одиночках на пяти тысячах метрах и в двойках на пятистах метрах, став таким образом пятикратным чемпионом мира по гребле, а также серебряную медаль в двойках на тысяче метрах — при этом его напарником был гребец Лаклан Тейм.